# Vassil Durdinets
Vassil Durdinets (ucraïnès: Василь Васильович Дурдинець)  (Romochevitsia, 27 de setembre de 1937) és un polític i diplomàtic ucraïnès. Fou Primer Ministre d'Ucraïna durant un curt període de juny a juliol de 1997.
Antic funcionari de justícia de la Unió Soviètica, quan Ucraïna es va independitzar es posà de part de les noves autoritats i treballà al Ministeri d'Interior. Actualment és ambaixador d'Ucraïna a Hongria.

## Biografia
Vasyl Durdynets va néixer en una família de pagesos a Txecoslovàquia abans de la Segona Guerra Mundial . El 1960 es va graduar a la facultat de Dret de la Universitat Estatal Ivano Franko de Lviv . Entre 1958 i 1970, Durdynets va ser un membre actiu del Komsomol d'Ucraïna (1958–1966) i del Komsomol (1966–1970) a Lviv, Moscou i Kíev. El 1970, va esdevenir membre del comitè regional de Lviv del Partit Comunista d'Ucraïna.
El 1978, Durdynets va ser nomenat diputat i el 1982 es va convertir en el primer viceministre de l'Interior d'Ucraïna, càrrec que va ocupar fins al febrer de 1991. El març de 1990 va ser elegit com a parlamentari a la Rada Suprema (primera convocatòria) com a membre del Partit Comunista de la Unió Soviètica, guanyant el districte electoral 230 a Bobrynets, óblast de Kirovohrad. A la primera (12a) convocatòria, Durdynets va encapçalar la comissió parlamentària sobre assumptes de defensa i seguretat de l'estat i era un membre no afiliat del parlament. Des del 29 de gener de 1992 a la Rada Suprema, Durdynets va exercir com a viceportaveu (primer sotscap).
A la següent convocatòria, Durdynets va ser reelegit com a no afiliat al districte electoral 229 de la mateixa ciutat. A la segona convocatòria, Durdynets va ser líder del grup de diputats "Centre" i de la comissió parlamentària de lluita contra el crim organitzat i la corrupció. Simultàniament, també va exercir com a primer vicepresident del comitè de coordinació presidencial en la lluita contra la corrupció i el crim organitzat.
El juliol de 1995 va ascendir al càrrec de viceprimer ministre de Seguretat de l'Estat i Situacions Extraordinàries i president del Comitè Presidencial de lluita contra la corrupció i el crim organitzat. L'any següent va esdevenir el primer viceprimer ministre (18 de juny de 1996) al gabinet de l'escandalós Pavlo Lazarenko. Després de servir un breu mandat com a primer ministre en funcions, va ser destituït i nomenat director de l'Oficina Nacional d'Investigació del país (30 de juliol de 1997), mentre continuava exercint com a president del Comitè Presidencial de lluita contra la corrupció i el crim organitzat. El 1996, Durdynets va ser un dels impulsors de la creació del Ministeri d'Emergències i assumptes de seguretat de la població davant les conseqüències del desastre de Txernòbil. Des del 22 de març de 1999 va exercir com a Ministre de Situacions Extraordinàries.
Des del 1997, Vasyl Durdynets va ser ascendit al rang de general del Servei d'Afers Interns d'Ucraïna.
L'agost de 1997 va ser admès al Consell de Seguretat Nacional i Defensa d'Ucraïna (RNBO). El 17 de febrer de 2000 va esdevenir membre del comitè governamental per a la reforma del sector agrari i per a assumptes d'ecologia i situacions extraordinàries.
El 2002, Durdynets es va presentar sense èxit al parlament al 73è districte electoral de l'óblast de Zakarpatia com a polític no afiliat.
Les condecoracions del seu estat inclouen la 5a i 4a classe de l'Orde del Príncep Iaroslav el Savi, la 3a classe de l'Orde del Mèrit, l'Orde de la Bandera Roja del Treball, l'Orde de la Insígnia d'Honor, l'Orde del Coratge Personal i l'Arma de Foc Personal.
El 25 d'abril de 2011, el president d'Ucraïna, Víktor Ianukovitx, va atorgar a Durdynets el títol de "Jurat Distingit d'Ucraïna" com a assessor del Ministeri de l'Interior, participant en la liquidació de les conseqüències del desastre de Txernòbil i general del Servei Interior d'Ucraïna.
Durdynets és professor honorari de l'Acadèmia Nacional d'Afers Interns.